# Unmögliche Liebe
Unmögliche Liebe is een Duitse film uit 1932 onder regie van Erich Waschneck. De film is gebaseerd op een roman van Alfred Schirokauer. Destijds werd de film in Nederland uitgebracht onder de titels Onmogelijke Liefde en Geschwister Holgh. Het was voor Asta Nielsen haar eerste geluidsfilm en tevens haar laatste filmrol. Ze was zelf ontevreden over haar prestatie en naar verluidt wist ze de magie die ze had in stomme films niet over te brengen naar het nieuwe filmmedium. De Nederlandse actrice Ery Bos speelde de tweede hoofdrol.

## Verhaal
Vera Holgk is de moeder van twee jongvolwassen dochters. Na de dood van haar man, die 15 jaar geleden als officier sneuvelde, heeft ze heel haar leven gewijd aan de opvoeding van haar twee kinderen. Hier komt een verandering aan als ze beeldhouwer Steinkampp ontmoet. Hoewel ze het aanvankelijk niet durft toe te geven, wordt ze verliefd op de man. Ze neemt ontslag om bij hem te kunnen werken. Haar dochters begrijpen niets van hun moeders beslissingen en weten niet wat er rondgaat in Vera's hoofd.
Nora, de oudste dochter, geniet ervan naar sociale bijeenkomsten te gaan om zich te laten verleiden door de aanwezige mannen. Ze ambieert een muzikante te worden en accepteert een huwelijksaanzoek van de veel oudere Von Möllendorf. Haar jongere zus Toni heeft weinig gemeen met Nora. Ze houdt niet van aandacht en feesten en brengt het liefst al haar tijd door met haar vriend in het foto-atelier. Ze vindt het verschrikkelijk dat ze haar moeder steeds minder ziet en begint zich af te vragen of zij nog wel van haar houdt. Vera kan namelijk aan niemand anders denken dan de professor. Ze krijgt een verhouding met hem, niet wetend dat hij getrouwd is met een chronisch zieke vrouw.
Als Vera een beeldhouwwedstrijd wint, denkt een concurrente van de professor dat zij enkel deze prijs heeft gewonnen om haar contacten met hem. De concurrente stapt naar de krant en het duurt niet lang voordat iedereen afweet van deze affaire. Het wordt door de inwoners van de stad gezien als een groot schandaal. Niet alleen is het onacceptabel een minnares te zijn, maar ook snappen ze niet dat een vrouw van haar leeftijd haar gezin zou verwaarlozen voor een affaire. Nora is bang dat het schandaal ook haar reputatie zal beïnvloeden en verbreekt het contact met haar moeder.
De ongelukkige Vera denkt alleen nog steun te vinden in Toni. Maar als ook zij zich afvraagt wat haar moeder bezielde, staat ze er helemaal alleen voor op de wereld. Ze besluit zijn vrouw een bezoek te brengen om te zien welk huwelijk ze heeft kapotgemaakt. Ondertussen bezoekt de professor Vera, die dan al weg is. Hij vertelt Toni dat hij zijn vrouw heeft verlaten en dat Vera nooit heeft geweten dat hij al getrouwd was. Toni realiseert zich op dat moment dat haar moeder naar eigen weten nooit iets heeft gedaan dat niet mocht. Het blijkt dan al te laat te zijn. Vera heeft na haar bezoek in de psychiatrische inrichting iedereen verlaten en gaat eenzaam het duister van de bossen in.

## Rolbezetting
| Acteur             | Personage                        |
| ------------------ | -------------------------------- |
| Asta Nielsen       | Vera Holgk                       |
| Ery Bos            | Nora, haar dochter               |
| Ellen Schwanneke   | Toni, haar dochter               |
| Hans Rehmann       | Professor Steinkampp             |
| Elisabeth Wendt    | Katharina Steinkampp, zijn vrouw |
| Anton Pointner     | Leopold von Möllendorf           |
| Walter Steinbeck   | Konsul Werner                    |
| Lotte Spira        | Vrouw van Konsul Werner          |
| Carl Balhaus       | Erwin Hammer                     |
| Hilde Hildebrand   | Mevrouw Martini                  |
| Julius Falkenstein | Zimmermann                       |